# Spartiates d'Amiens
Gli Spartiates d'Amiens sono una squadra di football americano di Amiens, in Francia; fondati nel 1987, hanno vinto 3 titoli nazionali e 2 titoli di seconda divisione.

## Dettaglio stagioni

### Tornei nazionali

#### Campionato

##### Division Élite
| Stagione | regular season | regular season | regular season | regular season | regular season | regular season | playoff | playoff | playoff | playoff | playoff | playoff    | playoff                        |
|          | Vin            | Par            | Per            | Tot            | PF             | PS             | Vin     | Per     | Tot     | PF      | PS      | risultato  | avversaria                     |
| -------- | -------------- | -------------- | -------------- | -------------- | -------------- | -------------- | ------- | ------- | ------- | ------- | ------- | ---------- | ------------------------------ |
| 2011     | 6              | 0              | 4              | 10             | 267            | 139            | 0       | 1       | 1       | 14      | 30      | Semifinale | Flash de La Courneuve          |
| 2012     | 7              | 0              | 3              | 10             | 267            | 139            | 2       | 0       | 2       | 26      | 20      | Campioni   | Black Panthers de Thonon       |
| 2013     | 1              | 0              | 9              | 10             | 146            | 336            | 0       | 1       | 1       | 20      | 29      | Retrocessi | Météores de Fontenay-sous-Bois |
| 2019     | 6              | 1              | 3              | 10             | 167            | 128            | 1       | 1       | 2       | 52      | 29      | Semifinale | Black Panthers de Thonon       |
| 2020     | 2              | 0              | 1              | 3              | 55             | 43             | -       | -       | -       | -       | -       | -          | -                              |
| 2022     | 3              | 0              | 7              | 10             | 159            | 338            | -       | -       | -       | -       | -       | -          | -                              |
| 2023     | 0              | 0              | 10             | 10             | 116            | 426            | -       | -       | -       | -       | -       | -          | -                              |
| Totale   | 25             | 1              | 37             | 63             | 1177           | 1549           | 3       | 3       | 6       | 112     | 108     |            |                                |

Fonti: Enciclopedia del Football - A cura di Massimo Mezzetti

##### Deuxième Division
| Stagione | regular season | regular season | regular season | regular season | regular season | regular season | playoff | playoff | playoff | playoff | playoff | playoff    | playoff               |
|          | Vin            | Par            | Per            | Tot            | PF             | PS             | Vin     | Per     | Tot     | PF      | PS      | risultato  | avversaria            |
| -------- | -------------- | -------------- | -------------- | -------------- | -------------- | -------------- | ------- | ------- | ------- | ------- | ------- | ---------- | --------------------- |
| 2017     | 6              | 0              | 2              | 8              | 194            | 128            | 1       | 1       | 2       | 40      | 45      | Semifinale | Molosses d'Asnières   |
| 2018     | 9              | 0              | 1              | 10             | 319            | 94             | 3       | 0       | 3       | 104     | 59      | Campioni   | Centaures de Grenoble |
| Totale   | 15             | 0              | 3              | 18             | 513            | 222            | 4       | 1       | 5       | 144     | 104     |            |                       |

Fonti: Enciclopedia del Football - A cura di Massimo Mezzetti

### Tornei internazionali

#### European Football League (1986-2013)
| Stagione | regular season | regular season | regular season | regular season | regular season | regular season | playoff | playoff | playoff | playoff | playoff | playoff          | playoff       |
|          | Vin            | Par            | Per            | Tot            | PF             | PS             | Vin     | Per     | Tot     | PF      | PS      | risultato        | avversaria    |
| -------- | -------------- | -------------- | -------------- | -------------- | -------------- | -------------- | ------- | ------- | ------- | ------- | ------- | ---------------- | ------------- |
| 2005     | 0              | 0              | 2              | 2              | 40             | 73             | -       | -       | -       | -       | -       | -                | -             |
| 2011     | 2              | 0              | 0              | 2              | 128            | 20             | 0       | 1       | 1       | 24      | 41      | Quarti di finale | Tirol Raiders |
| 2013     | 0              | 0              | 2              | 2              | 25             | 107            | -       | -       | -       | -       | -       | -                | -             |
| Totale   | 2              | 0              | 4              | 6              | 193            | 200            | 0       | 1       | 1       | 24      | 41      |                  |               |

Fonti: Enciclopedia del Football - A cura di Massimo Mezzetti

#### EFAF Cup
| Stagione | regular season | regular season | regular season | regular season | regular season | regular season | playoff | playoff | playoff | playoff | playoff | playoff    | playoff               |
|          | Vin            | Par            | Per            | Tot            | PF             | PS             | Vin     | Per     | Tot     | PF      | PS      | risultato  | avversaria            |
| -------- | -------------- | -------------- | -------------- | -------------- | -------------- | -------------- | ------- | ------- | ------- | ------- | ------- | ---------- | --------------------- |
| 2012     | 2              | 0              | 0              | 2              | 59             | 20             | 0       | 1       | 1       | 41      | 42      | Semifinale | Søllerød Gold Diggers |
| Totale   | 2              | 0              | 0              | 2              | 59             | 20             | 0       | 1       | 1       | 41      | 42      |            |                       |

Fonti: Enciclopedia del Football - A cura di Massimo Mezzetti

### Riepilogo fasi finali disputate
| Anno           | Luogo              | Evento            | Fase del torneo   | Incontro                                             | Risultato |
| 7 maggio 2011  | Innsbruck          | EFL               | Quarti di finale  | Tirol Raiders - Spartiates d'Amiens                  | 41 - 6    |
| 4 giugno 2011  |                    | Division Élite    | Semifinale        | Flash de La Courneuve - Spartiates d'Amiens          | 30 - 14   |
| 16 giugno 2012 | Nærum              | EFAF Cup          | Semifinale        | Søllerød Gold Diggers - Spartiates d'Amiens          | 42 - 41   |
| 23 giugno 2012 | Parigi             | Division Élite    | Casque de Diamant | Black Panthers de Thonon - Spartiates d'Amiens       | 7 - 10    |
| 15 giugno 2013 |                    | Division Élite    | Playout           | Spartiates d'Amiens - Météores de Fontenay-sous-Bois | 20 - 29   |
| 3 giugno 2017  | Asnières-sur-Seine | Deuxième Division | Semifinale        | Molosses d'Asnières - Spartiates d'Amiens            | 20 - 12   |
| 23 giugno 2018 | Amiens             | Deuxième Division | Casque d'Or       | Spartiates d'Amiens - Centaures de Grenoble          | 35 - 19   |
| 15 giugno 2019 | Thonon-les-Bains   | Division Élite    | Semifinale        | Black Panthers de Thonon - Spartiates d'Amiens       | 22 - 7    |

## Palmarès
- 3 Casque de Diamant (2004, 2010, 2012)
- 1 Campionato francese di flag football (2009)
- 2 Casque d'Or (1997, 2018)
- 2 Campionati junior a 11 (2010, 2011)
- 1 Campionato junior a 9 (1998-1999)